# Boursonne
Boursonne is een gemeente in het Franse departement Oise (regio Hauts-de-France) en telt 246 inwoners (1999). De plaats maakt deel uit van het arrondissement Senlis.

## Geografie
De oppervlakte van Boursonne bedraagt 3,4 km², de bevolkingsdichtheid is 72,4 inwoners per km².
De onderstaande kaart toont de ligging van Boursonne met de belangrijkste infrastructuur en aangrenzende gemeenten.

## Demografie
Onderstaande figuur toont het verloop van het inwonertal (bron: INSEE-tellingen).

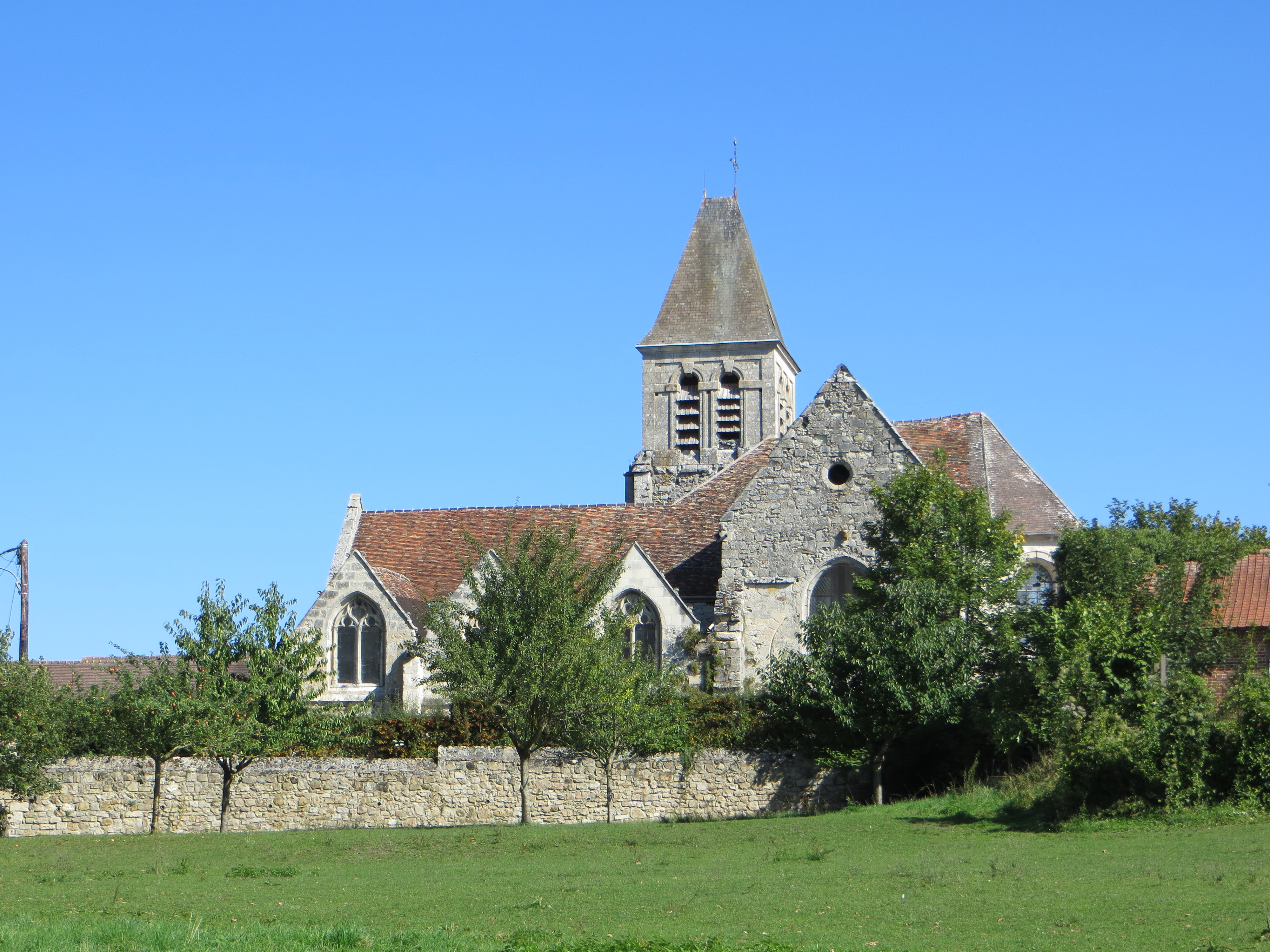
Kerk van Boursonne